# Sylvia nisoria
La bigia padovana (Sylvia nisoria Bechstein, 1792) è un uccello passeriforme appartenente alla famiglia dei Silvidi.

## Sistematica
La bigia padovana ha 2 sottospecie
- Sylvia nisoria nisoria
- Sylvia nisoria merzbacheri

## Aspetti morfologici
La bigia padovana è la silvia più grande (15-17 cm). Ha l'iride giallo, e il maschio è grigio scuro superiormente e nella parte inferiore presenta le caratteristiche barrature; la femmina è più sbiadita e marrone.
In volo sono caratteristiche la lunga coda e le lunghe ali.

## Distribuzione e habitat
La bigia padovana è distribuita in tutta l'Europa e l'Asia e parte del continente africano; in Italia nidifica in primavera inoltrata in habitat abbastanza vari: boschi di latifoglie, zone di transizione vicino ai boschi con molti cespugli, ma sempre nei pressi della Pianura Padana.

## Biologia
La bigia padovana è un uccello piuttosto elusivo, che ama nascondersi in fitti cespugli e siepi, dove cerca riparo e cibo.

### Voce
Un tintinnio forte, secco e duro, trr-r-r-r-rt, mentre il canto è melodioso simile a beccafico (Sylvia borin).

### Cibo ed Alimentazione
Si ciba di bacche e insetti che trova nelle siepi e nei cespugli.

### Riproduzione

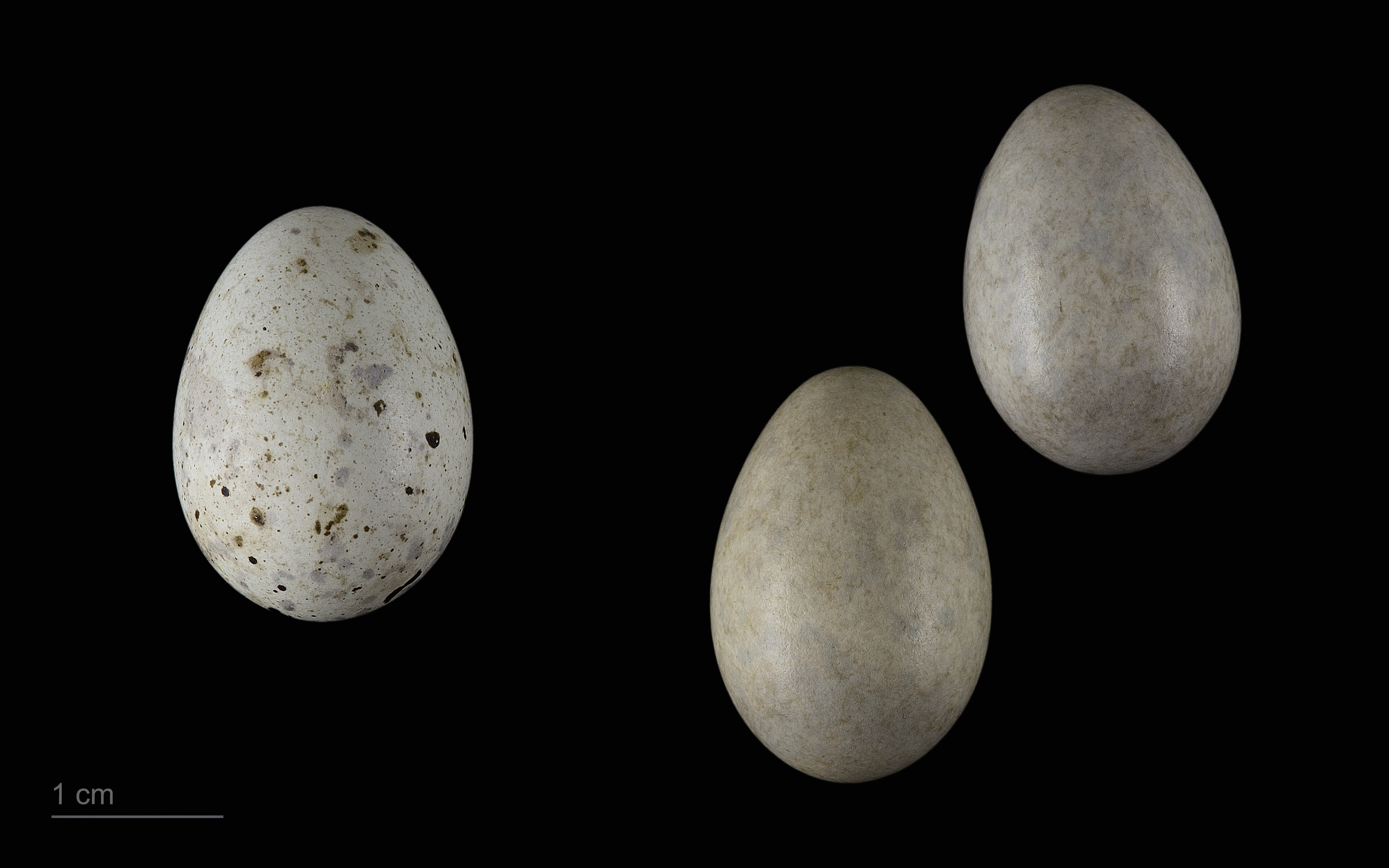
Uovo di Cuculus canorus in un nido di Sylvia nisoria - Museo di Tolosa

Unica covata in maggio-giugno; 4-5 uova in un nido essenziale in cespugli e rovi.

### Spostamenti
Migratrice autunnale che sverna in Africa.

## Status e conservazione
Sicuro ma provvisorio.